# John Dewey
John Dewey (født 20. oktober 1859, død 1. juni 1952) var en amerikansk filosof, pædagog og progressiv reformator. Han var en af de mest indflydelsesrige skikkelser inden for amerikansk filosofi og uddannelse i det 20. århundrede. Dewey blev kendt for sit bidrag til pragmatismen, en filosofisk retning, der betoner praktisk erfaring og konsekvenser som grundlaget for vurdering af ideer og handlinger.
Hans indflydelse på uddannelse og filosofi forbliver betydelig, og hans tanker fortsætter med at blive studeret og diskuteret inden for akademiske og pædagogiske kredse.

## Filosofi
Dewey var oprindeligt inspireret af Georg Wilhelm Friedrich Hegel. Han vendte sig dog til den amerikanske pragmatisme, men han endte med at udvikle sin egen filosofi. Dewey udviklede en særlig form for pragmatisme kendt som instrumentalisme, der betragter teorier og ideer som redskaber eller instrumenter til at løse konkrete problemer i den menneskelige erfaring.
John Dewey var blandt andet kendt som en af ophavsmændene til erfaringspædagogik. Han regnes som en vigtig person inden for pædagogisk filosofi og filosofisk pædagogik, der har sat et vigtigt spor i pædagogikkens idehistorie.
Dewey er især blevet alment kendt på grund af sin pædagogik, der havde fokus på demokrati og erfaring.. Han er i den forbindelse særligt kendt for sit slogan “learning by doing”. Ordene henviser til, at eleverne bør opdrages og undervises med et fokus på deres erfaringsdannelse. Dewey var en stærk fortaler for progressiv uddannelse, der fokuserer på elevens aktive deltagelse, erfaring og læring gennem praktiske opgaver. Han mente, at læring ikke kun skulle være teoretisk, men også baseret på praktisk erfaring og involvering i den sociale verden. Han betragtede uddannelse som et middel til at forberede enkeltpersoner til aktiv deltagelse i demokratiet og samfundet. Dewey troede på, at uddannelse og demokrati var nært forbundne. Han argumenterede for, at uddannelse skulle forberede enkeltpersoner til aktiv deltagelse i demokratiske processer og fremme social retfærdighed.
Dewey skrev også om blandt andet natur, samfund og æstetik. Hans politiske hovedværk Offentligheden og dens problemer fra 1927 giver et bud på, hvordan man kan løse demokratiets iboende problemer.

## Indflydelse i Danmark
John Deweys filosofi har haft en betydelig indflydelse i Danmark, især i det 20. århundrede. Deweys ideer om progressiv pædagogik og erfaringslæring blev favnet af danske pædagoger og lærere og spillede en rolle i udformningen af landets institutions- og uddannelsessystem.
Deweys fokus på læring gennem erfaring og uddannelse med demokratiske værdier resonerede især med danske pædagoger og lærere, der var interesseret i at modernisere deres pædagogiske praksis og uddannelsespraksis. Hans ideer påvirkede udviklingen af mere elevcentrerede og holistiske tilgange til pædagogik og uddannelse i Danmark. Blandt de mange danskere, som har skrevet om John Dewey, er psykologen Svend Brinkmann og filosofferne Martin Ejsing Christensen, Antje Gimmler, Oliver Kauffmann og Jørgen Huggler.

### Primærlitteratur
- Dewey, J. (1909). Moral Principles in Education. The Riverside Press Cambridge
- Dewey, J. (1929). The Sources of a Science of Education. The Kappa Delta Pi Lecture Series
- Dewey, J. (1980). Art as Experience. Berkley
- Dewey, J. (2005). Demokrati og uddannelse. Klim
- Dewey, J. (2008). Erfaring og opdragelse. KBH.: Hans Reitzels Forlag
- Dewey, J. (2009). Hvordan vi tænker. Klim
- Dewey, J. (2012). Unmodern Philosophy and Modern Philosophy ISBN 0809330792 (Lost in 1947, finally published in 2012)
- Dewey, J. (2012). Offentligheden og dens problemer. KBH.: Hans Reitzels Forlag. ISBN 9788741269405
- Dewey, J. (2014). Interesse og indsats i uddannelse. Syddansk Universitetsforlag

### Sekundærlitteratur
- Brinkmann, S. (2004). Psychology as a moral science: Aspects of John Dewey′s psychology. History of the Human Sciences, 17(1), 1-28.
- Brinkmann, S. (2006): “John Dewey”. Hans Reitzels Forlag
- Brinkmann, S. (2017). Dewey om læring og erfaring. Kvan - et tidsskrift for læreruddannelsen og folkeskolen, 37(107), 43-53.
- Christensen, M. E. (2018). ”Et spørgsmål om kendsgerninger” - John Deweys tanker om historie som eksperimentel praksis. Slagmark - Tidsskrift for idéhistorie, (60), 158–170.
- Christensen, M. E. (2016). John Dewey: Demokratiets filosof. I A. Nonbo Andersen, & C. Olaf Christiansen (red.), Amerikanske tænkere: 14 intellektuelle der ændrede USA (s. 43-63). Informations Forlag.
- Christensen, M. (2021): “John Dewey”. Djøf
- Festenstein, Matthew (2018), "Dewey's Political Philosophy", in Zalta, Edward N. (ed.), The Stanford Encyclopedia of Philosophy (Fall 2018 ed.), Metaphysics Research Lab, Stanford University
- Fink, H. (1964). De store tænkere: John Dewey. Berlingske Forlag
- Gimmler, A. (2017). Ikke-epistemologisk erfaring og empirisk filosofi: Deweys pragmatisme som anvendt filosof. I M. Ziethen (red.), Anvendt filosofi er interaktionel filosofi : Positioner og perspektiver (1 udg., s. 19-38). Aalborg Universitetsforlag. Applied Philosophy / Anvendt Filosofi Nr. 9
- Hickman, L. & T. Alexander (1998). The Essential Dewey: Volumes 1 and 2. US: Indiana University Press
- Hildebrand, David (2018), "John Dewey", in Zalta, Edward N. (ed.), The Stanford Encyclopedia of Philosophy (Winter 2018 ed.), Metaphysics Research Lab, Stanford University
- Huggler, J. (2017). John Deweys kritik af liberal education. Studier I Pædagogisk Filosofi, 5(2), 79–93.
- Joas, H. (2000). Philosophie der Demokratie: Beiträge zum Werk von John Dewey. Suhrkamp
- Kauffmann, O. (2012). Deweys bevidsthedsbegreb. Studier I Pædagogisk Filosofi, 1(1), 32–54.
- Madsen, C. (2008). Med Dewey in mente. Aarhus: Klim
- McDermott, J. (1981). The Philosophy of John Dewey, Edited by John J. McDermott. US: University of Chicago Press.
- Westbrook, R. B. (1993): John Dewey and American Democracy. Cornell University Press.